# سورسو
سورسو، (بالإنجليزية: Sorso)‏، هي بلدية، 14,700 نسمة في مقاطعة ساساري، في منطقة سردينيا الإيطالية، وتقع على بعد حوالي 8 كيلومترات (5 ميل) إلى الشمال من ساساري.

## السكان
في سنة 1861 بلغ عدد السكان 4٬423 نسمة، وتطور العدد ليصل في سنة 2011 لـ 14٬300 نسمة.
يظهر هذا المخطط البياني تطور النمو السكاني لـ سورسو

## أعلام
- ميتشيلي فيني